# Lepidoscia muricolor
Lepidoscia muricolor är en fjärilsart som beskrevs av Turner 1939. Lepidoscia muricolor ingår i släktet Lepidoscia och familjen säckspinnare. Inga underarter finns listade i Catalogue of Life.